# Cattedrale di Southwark
La cattedrale e chiesa collegiata del Santo Salvatore e di Santa Maria Overie (The Cathedral and Collegiate Church of St Saviour and St Mary Overie), nota come cattedrale di Southwark (Southwark Cathedral), è la chiesa madre della diocesi anglicana di Southwark. È ubicata a Southwark, Londra, ed è una delle più famose chiese gotiche della città.

## Storia
Nel 1106 il sito dove sorge l'attuale cattedrale era occupato da un convento degli Agostiniani; in questo anno venne edificata anche la chiesa normanna dedicata a St Mary Overie (over the river), sopra una chiesa più antica.
Nel 1212 la chiesa normanna, il monastero e l'annesso ospedale vennero danneggiati da un incendio. Per volontà di Peter des Roches, vescovo di Winchester, si procedette ai lavori di restauro. La chiesa, completata nel 1273, fu uno dei primi edifici in stile gotico di Londra. Ulteriori lavori vennero eseguiti tra il XIV e il XV secolo e nel XIX secolo.
Nel 1905 viene creata la diocesi di Southwark e l'antica chiesa di St Mary ne diventa cattedrale, assumendo l'attuale titolo.

## Descrizione

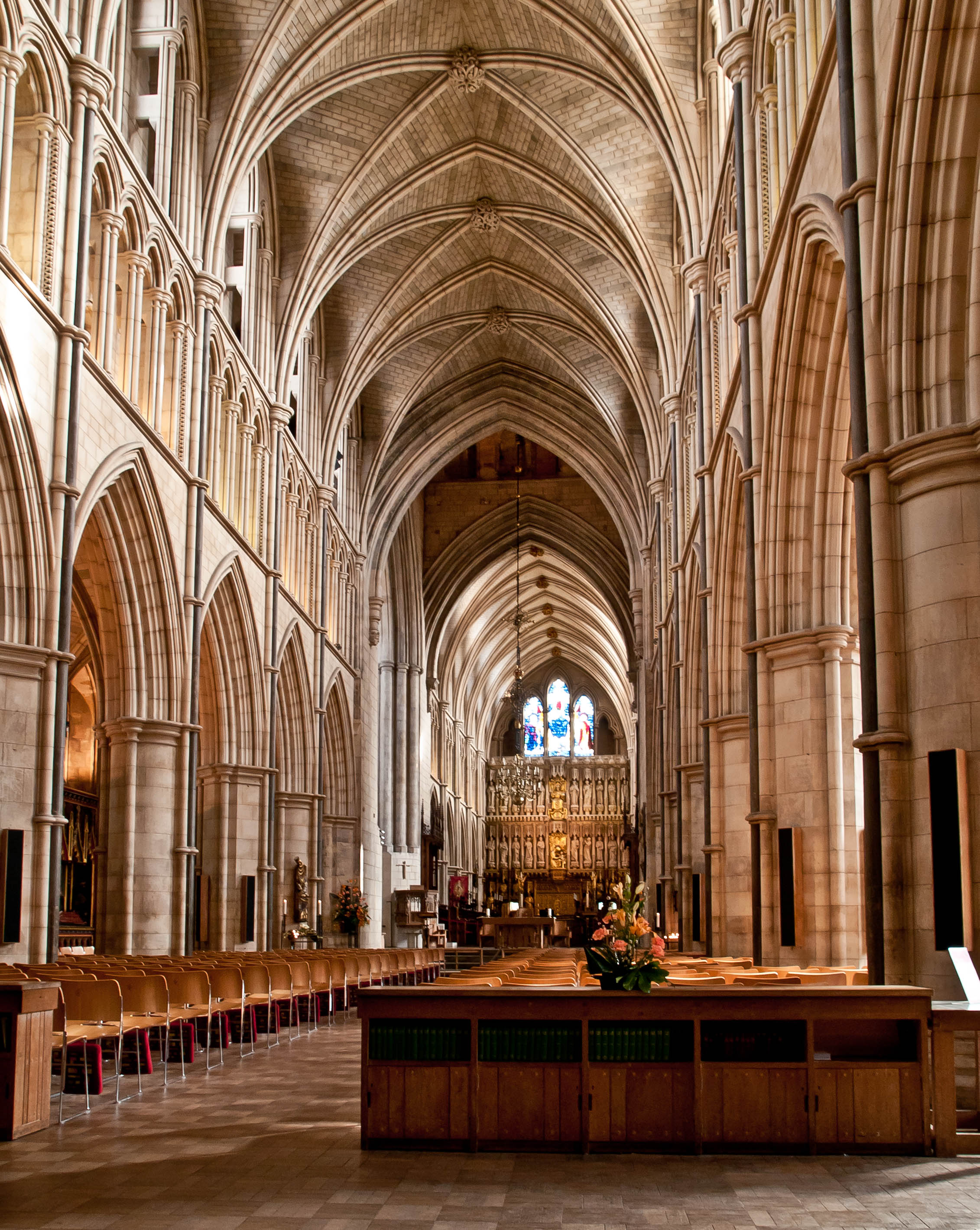
Interno

Southwark Cathedral ha pianta a croce latina, con tre navate, transetto e coro dotato di deambulatorio. Le navate sono divise da pilastri compositi e da arcate ogivali; le volte sono a crociera. Il perimetro di navata, transetto e coro è percorso nella parte superiore dal triforio.
Ciascuna parte dell'edificio è testimonianza di una delle diverse fasi del lungo iter costruttivo della cattedrale. La navata centrale venne completata alla fine del XIX secolo in stile neogotico; nella navata nord si conserva il Norman door, un arco risalente alla chiesa di epoca normanna. Poco più avanti si trova Gower tomb ovvero il mausoleo ligneo del poeta John Gower, morto nel 1408, qui raffigurato supino, con le mani giunte e il capo poggiato sui tre tomi che rappresentano le sue tre opere principali: Confessio Amantis, Speculum Meditantis e Vox Clamantis. La navata sud ospita un monumento in memoria di Shakespeare, eretto nel 1912.
Il transetto nord ospita l'Austin monument, monumento alla famiglia Austin, opera del XVII secolo dello scultore Nicholas Stone, e un monumento al fisico Lionel Lockyer. Dal transetto nord si accede all'Harvard Chapel, cappella in memoria di John Harvard, principale finanziatore della Harvard University, nato a Southwark nel 1607 e battezzato nella cattedrale.
Il braccio sud del transetto venne restaurato per volere del cardinale Henry Beaufort nel 1420, come testimonia il suo stemma, che campeggia sul lato sinistro. All'incrocio dei bracci si eleva l'imponente torre, le cui fondamenta risalgono all'epoca normanna. 
Il coro (The Choir) è un esempio di Early english (la prima fase del gotico inglese). L'altare maggiore, che separa il coro dal retro - coro, venne eretto nel 1520, ma non tutte le sue parti sono originali dell'epoca. Il pulpito, il seggio vescovile e gli stalli risalgono invece al XIX e XX secolo.
Nel deambulatorio nord e sud si trovano diversi monumenti funebri, tra cui la tomba di uno sconosciuto cavaliere, risalente alla fine del XIII secolo, con la sua effigie scolpita nel legno, e le tombe di Lancelot Andrewes (morto nel 1626) e di Talbot, entrambi vescovi di Winchester. Nel retro - coro si aprono quattro cappelle: St Andrew's Chapel (cappella di Sant'Andrea), St Christopher's Chapel (cappella di San Cristoforo), Lady Chapel (cappella dedicata a Maria) e St Francis and St Elizabeth of Hungar Chapel (cappella di San Francesco e Santa Elisabetta d'Ungheria).
L'organo a canne della cattedrale è frutto del ripristino del 1986 ad opera di Harrison & Harrison dell'organo originario, costruito nel 1897 da T.C. Lewis e modificato nel 1952 da Henry Willis. Lo strumento, a trasmissione elettrica, è situato nel transetto destro della chiesa e dispone di 65 registri; la sua consolle ha quattro tastiere e pedaliera. Nella chiesa vi è anche un organo positivo a cassapanca realizzato nel 2001, avente 3 registri.

## Galleria d'immagini

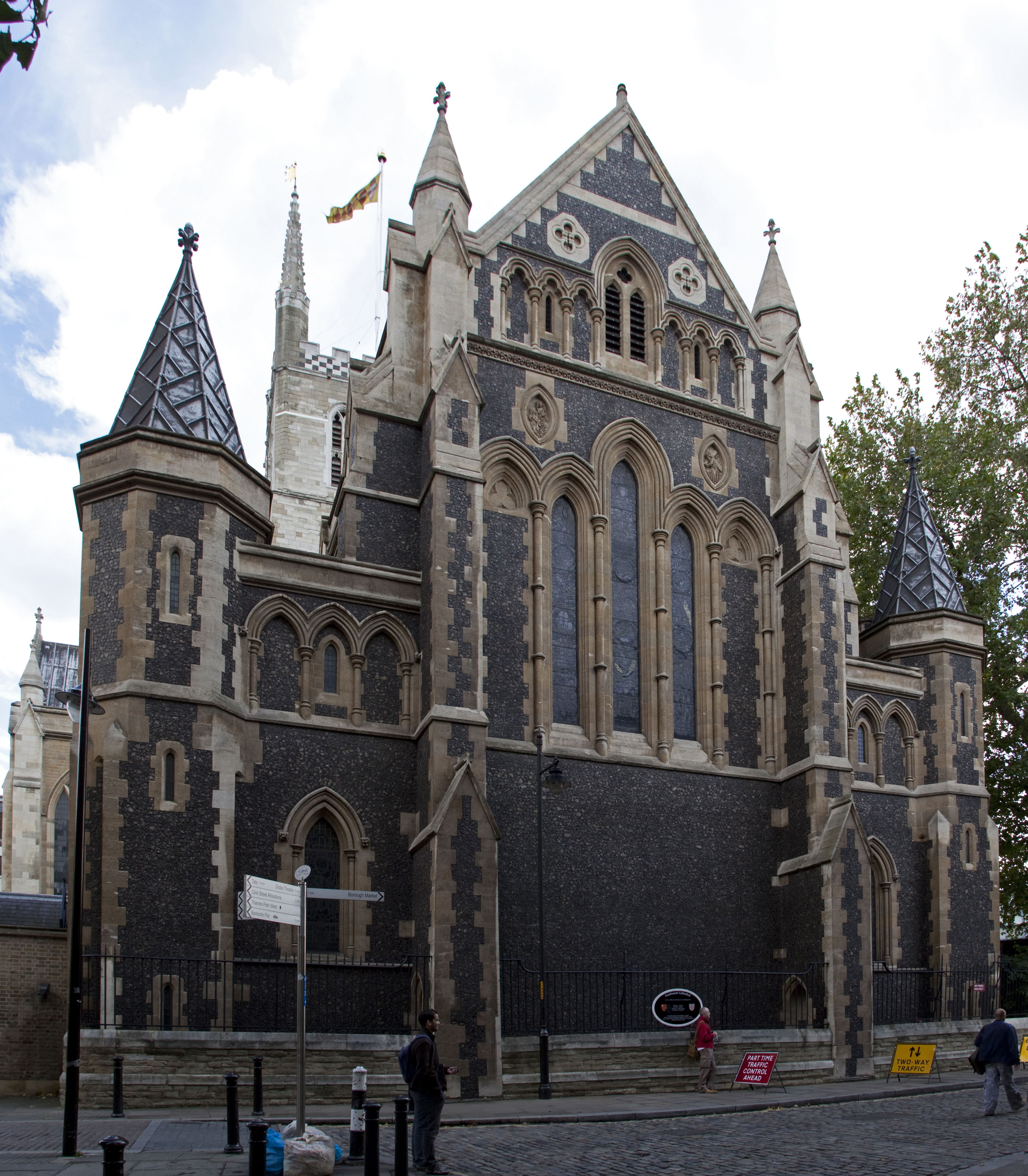
Facciata
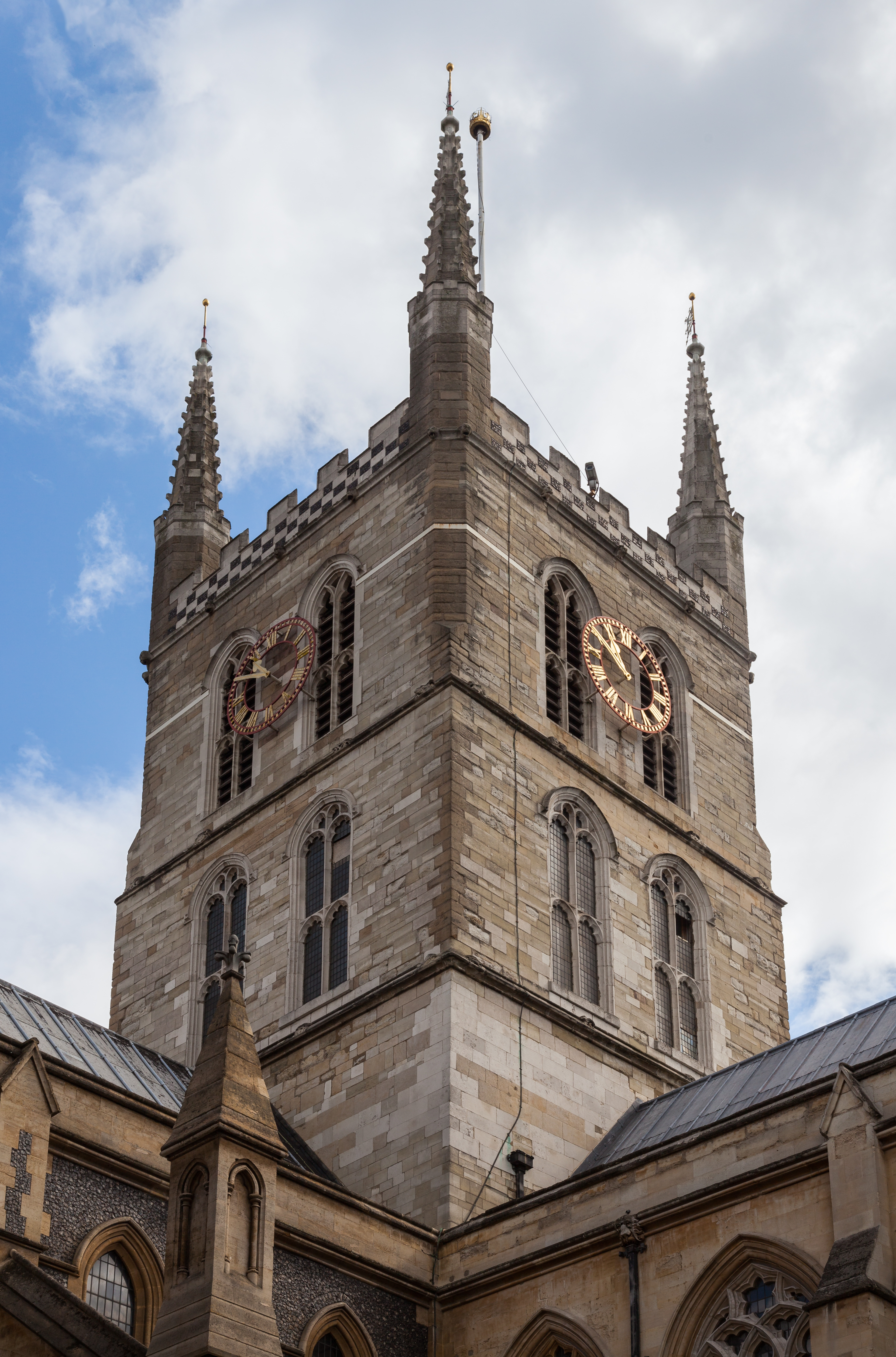
Torre
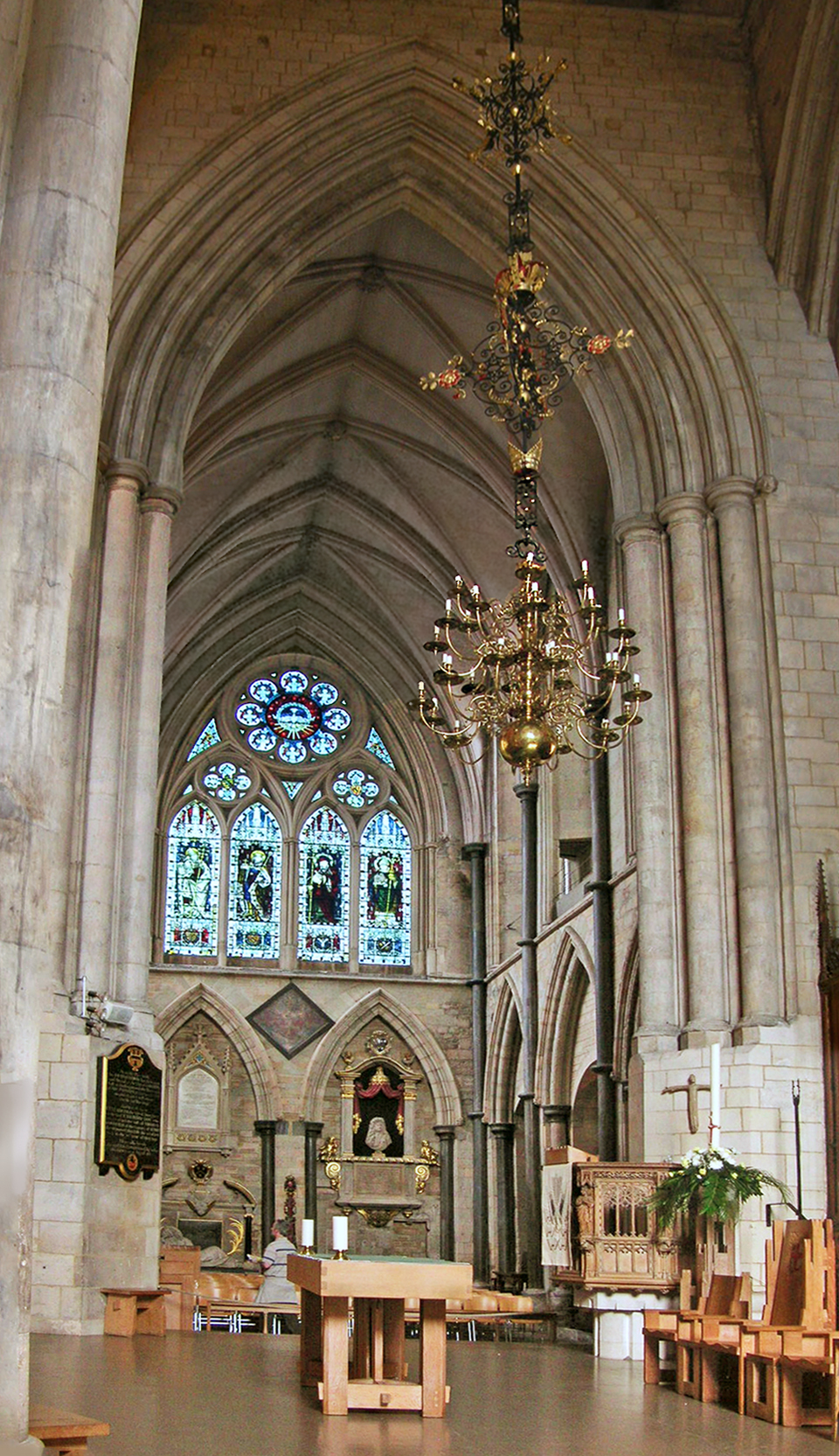
Interno del transetto settentrionale
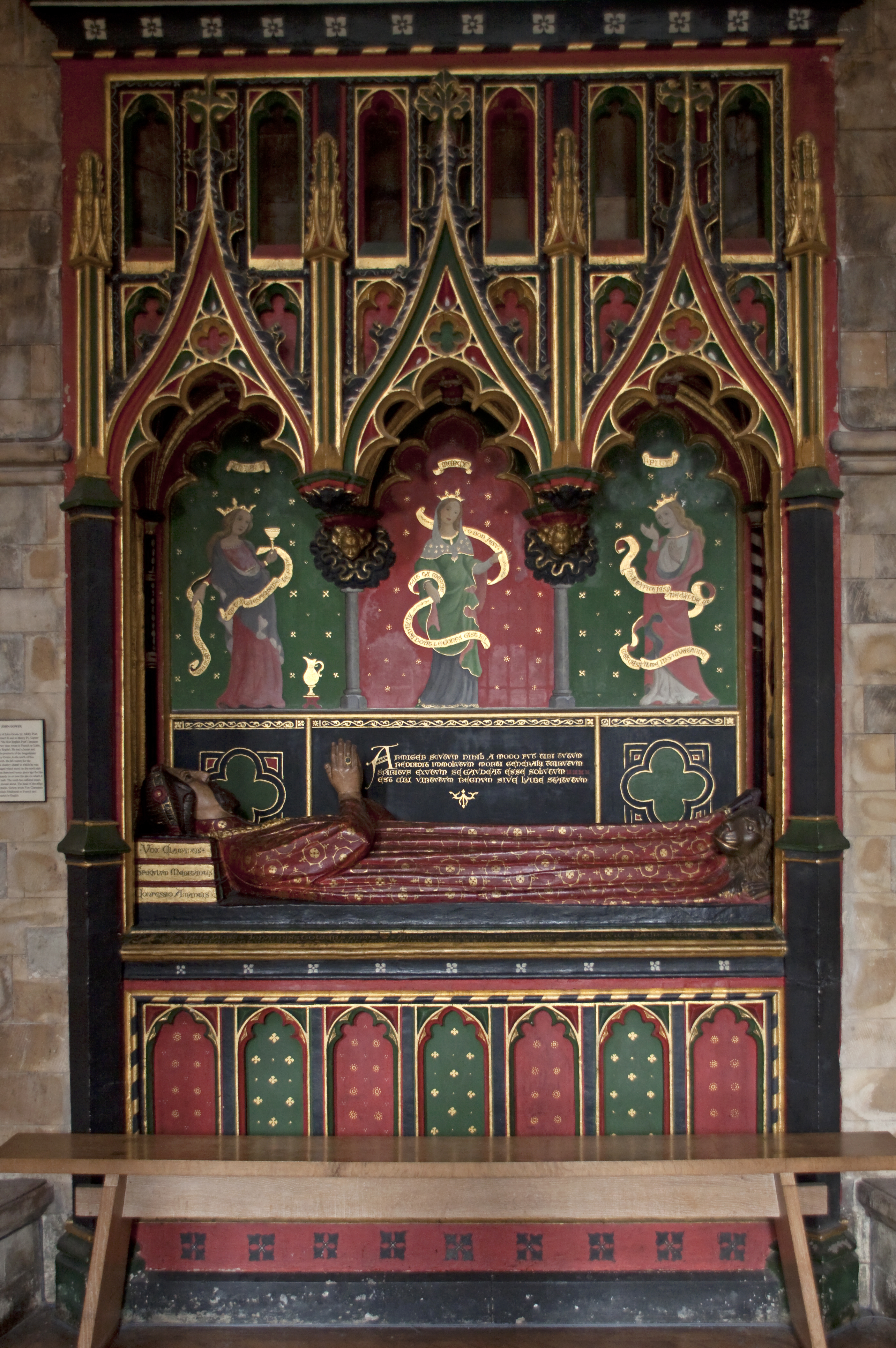
Tomba di John Gower
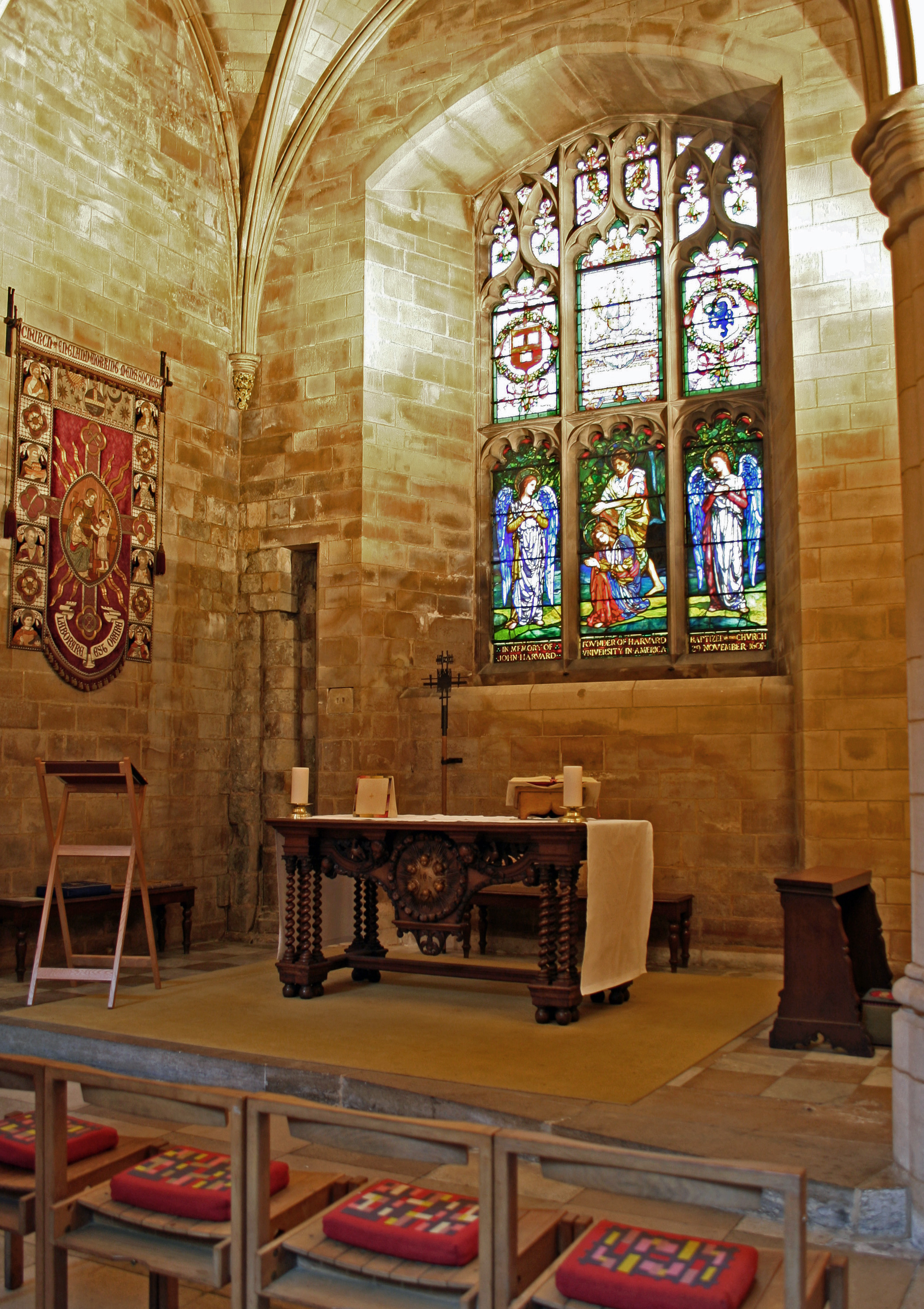
Harvard Chapel
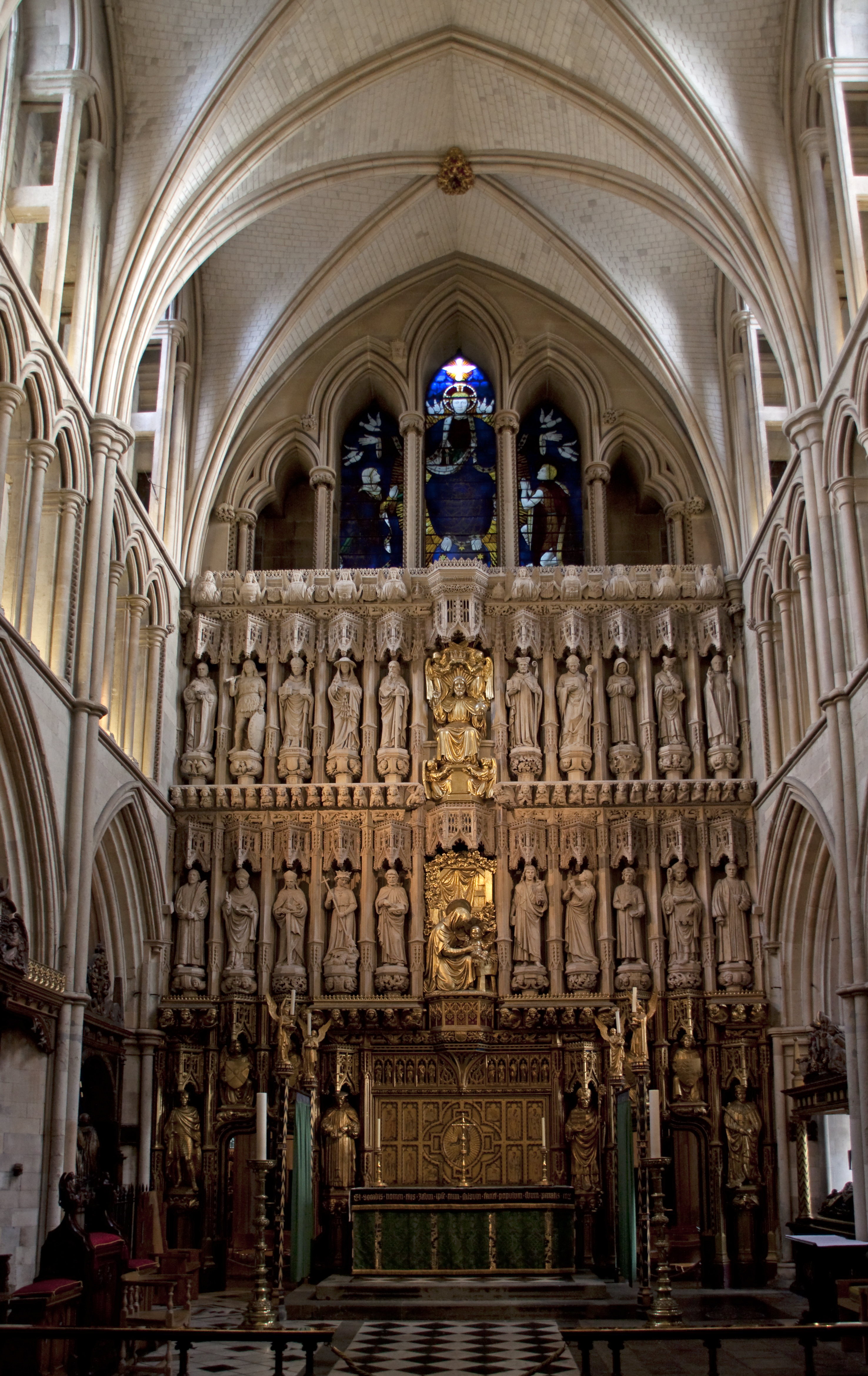
Altare maggiore
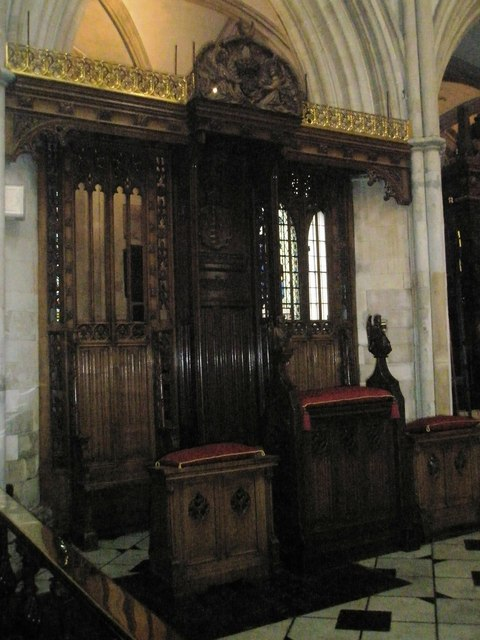
Cattedra episcopale
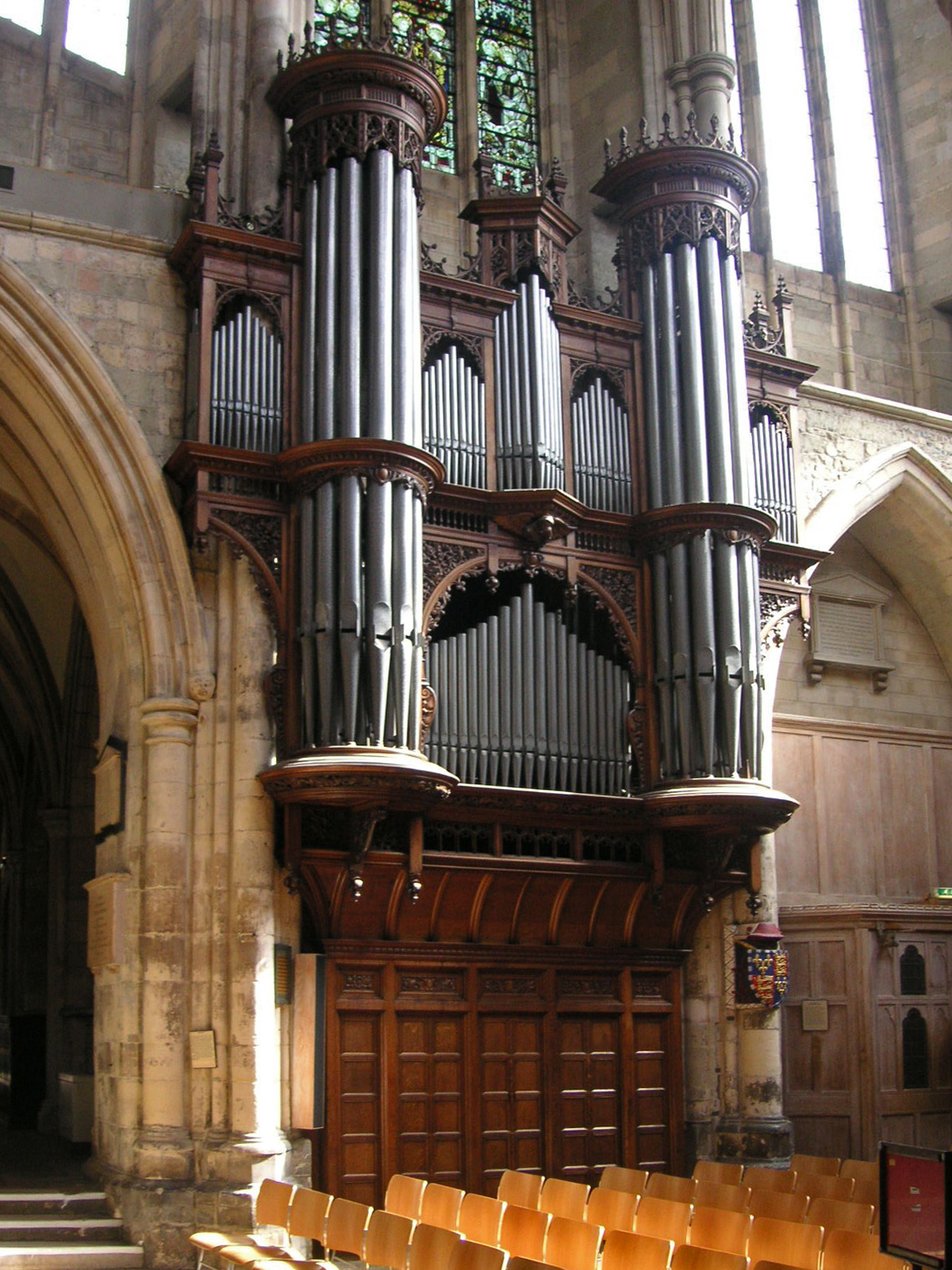
Organo maggiore